# キー・ロールズ
キー・ロールズ（1998年6月24日 - ）はオーストラリアのサッカー選手。ポジションはDF。D.C. ユナイテッド所属。

## 経歴
2016年5月、ブリスベン・ロアーFCと2年契約を結んだ。
2017年6月、セントラルコースト・マリナーズFCと単年契約を結んだ。
2022年6月9日、ハート・オブ・ミドロシアンFCと3年契約を結んだ。
2025年1月15日、D.C. ユナイテッドに移籍した。

### 代表
2022年6月1日のヨルダン代表との親善試合でA代表デビュー。

## 代表歴

### 出場大会
- オーストラリア代表
  - 2022 FIFAワールドカップ

### 試合数
- 国際Aマッチ 24試合 1得点（2022年-）[6]

| オーストラリア代表 | 国際Aマッチ | 国際Aマッチ |
| 年                 | 出場        | 得点        |
| ------------------ | ----------- | ----------- |
| 2022               | 7           | 0           |
| 2023               | 6           | 0           |
| 2024               | 11          | 1           |
| 通算               | 24          | 1           |